# 電機技師 (中華民國)
電機技師（英語：Professional Electrical Engineer），或稱電機工程技師、電機工程科技師，係指依中華民國技師法 （页面存档备份，存于）取得電機技師資格者。具有「保障電氣安全」、「力行節能、省電」及「主導機電整合」之核心能力，經由電機技師依法規檢討設計之電氣系統，其安全得以受到保障；而在現今這個環保節能的時代，電機技師也都秉持環保的理念從事電機設備之設計。

## 電機技師之主要工作
舉凡各種建築物之電氣、電信、門禁防盜、 資通訊、中央監視、中央監控、燈光影音設備及 給排水系統皆屬於電機技師之工作範圍，甚至消防、空調及 環工系統也幾乎皆需由電機技師進行整合。簡言之，除建築及其結構設計外，大部分之建築物設備皆為電機技師之工作範圍。

## 執業範圍
從事電機設備之規劃、設計、監造、研究、分析、試驗、評價、鑑定、製造、安裝、保養、修護、檢驗及計畫管理等業務。

## 執行業務方式
依法電機技師非加入中華民國電機技師公會 （页面存档备份，存于），不得執業。且電機技師應依下列方式之一執行業務：
1. 單獨設立技師事務所或與其他技師組織聯合技師事務所。
2. 組織工程技術顧問公司或受聘於工程技術顧問公司。
3. 受聘於前款以外依法令規定必需聘用領有執業執照之技師之營利事業或機構。

電機技師僅得在同一執業機構執行業務。其持有不同科別之技師證書者，得在同一執業機構執行各該科別之技師業務。

## 電機技師執業及擔任職務之相關法令
1. 電業法 （页面存档备份，存于）第34-1條、電業設備及用戶用電設備工程設計及監造範圍認定標準 （页面存档备份，存于）第5條
2. 公共工程專業技師簽證規則 （页面存档备份，存于）。
3. 建築物結構與設備專業工程技師簽證規則 （页面存档备份，存于）。
4. 建築物電信設備及空間設置使用管理規則第12條、建築物電信設備審查及審驗機構管理辦法第3條。
5. 建築物機械停車設備設置及檢查管理辦法第4條。
6. 建築物機械停車設備設置及檢查管理辦法第13、15條（檢查員、專業技術人員）。
7. 建築物昇降設備設置及檢查管理辦法第12、14條（檢查員、專業技術人員）。
8. 屋內線路裝置規則第401、430條。
9. 建築物電信設備審查及審驗機構管理辦法第3條（審驗人員）。
10. 再生能源發電設備設置管理辦法第10條。
11. 專業機構或技師辦理能源管理法檢查業務認可管理辦法第4、5、6條。
12. 住宅性能評估實施辦法第11條。
13. 機械遊樂設施設置及檢查管理辦法第3、9條。
14. 公路法第33條之1（交通部函訂定：公路工程設計、監造之指定規模及相關專業技師簽證科別-隧道機電工程、照明工程、交通號誌與監控系統）。
15. 危險性工作場所審查暨檢查辦法第6條。
16. 冷凍空調業管理條例第4、9條（專任技師）。
17. 技師或能源管理人員辦理能源管理業務資格認定辦法第3條。
18. 高級電信工程人員及電信工程人員資格取得與管理辦法第4、5條（高級電信工程人員、電信工程人員）。
19. 電信工程業管理規則第5、6、7條（專任電信工程人員）。
20. 專任電氣技術人員及用電設備檢驗維護業管理規則第5、12條（高級電氣技術人員、專任技術人員）。
21. 電器承裝業管理規則第5、6、7、8條（電機技師）。
22. 環境保護專責單位或人員設置及管理辦法第3條（甲級專責人員）。[1]

## 電機技師執業現況
截至2015年6月5日止中華民國有效執業之電機技師人數為415人。

## 電機技師考試

### 應考資格
1. 公立或立案之私立專科以上學校或經教育部承認之國外專科以上學校電機工程科、系、組、所畢業，領有畢業證書者。
2. 公立或立案之私立專科以上學校或經教育部承認之國外專科以上學校相當科、系、組、所畢業，領有畢業證書，曾修習電路學、電子學、電磁學、電儀表學、電機機械、電機設計、控制系統或電力控制系統或自動控制系統、控制工程、電工材料、發電工程、電廠設備、電力系統、電工原理或電工學、自動控制、計算機工程學或計算機概論或電子計算機概論、線性系統或線性系統分析、高電壓工程、輸配電、電工數學、工業配電或輸配電、電力電子學、工程數學等學科至少七科，每學科至多採計三學分，合計二十學分以上，其中須包括電路學、電力系統或輸配電、電機機械、控制系統、電子學，有證明文件者。
3. 普通考試電機工程科考試及格，任有關職務滿四年，有證明文件者。
4. 高等檢定考試相當類科及格者。[6]

### 檢覈
- 在1999年12月29日｢專門職業及技術人員考試法｣修正公布前，技師檢覈為專門職業及技術人員各科技師執業資格考試之一。
- 凡具有「技師檢覈辦法」第3條所定資格之一者，均可向考選部申請電機技師檢覈，經考選部工業技師檢覈委員會審議結果，准予筆試或部分免試，並經筆試及格者，由考選部報請考試院發給電機技師考試及格證書，並函經濟部查照。其及格人員可據以向經濟部請領電機技師證書，取得電機技師執業資格。
- 惟除具有「技師檢覈辦法」第3條所定資格之一外，並經公務人員高等考試技術人員同科別及格，分發任用後具有電機科技術工作經驗滿3年或5年，成績優良有證明文件者，得予全部免試及格，取得電機技師執業資格。[7]

## 公會
1972年1月成立「臺北市電機技師公會」。
1985年2月成立「臺灣省電機技師公會」。
1985年10月成立「高雄市電機技師公會」。
1986年5月成立「中華民國電機技師公會全國聯合會」。
2012年3月合併4個公會，成立「中華民國電機技師公會 （页面存档备份，存于）」。
「中華民國電機技師公會 （页面存档备份，存于）」為第一個依據技師法 （页面存档备份，存于）第28條規定，經會員大會決議，將已設立之省（市）技師公會與全國聯合會合併為全國單一公會。